# Österreichisches Biographisches Lexikon 1815–1950
Le Österreichisches Biographisches Lexikon 1815–1950 (ÖBL) (Dictionnaire biographique autrichien 1815-1950),  est un dictionnaire de notices biographiques pour les personnes qui ont contribué à l'histoire de l'Autriche. Il est publié par l'Académie autrichienne des sciences. En 2010, il comprend 13 volumes (63 livraisons) avec un total de plus de 16 000 biographies ; la suite est en cours de publication. Il prend la suite du Biographisches Lexikon des Kaiserthums Oesterreich, publié entre 1750 et 1850 puis de 1856 à 1891 en 60 volumes et contenant 24 254 biographies.

## Volumes publiés
- Volume 1 (Aarau Friedrich – Gläser Franz), 1957 (réimprimé sans changements en 1993)  (ISBN 3-7001-1327-7)
- Volume 2 (Glaessner Arthur – Hübl Harald H.), 1959 (réimprimé sans changements en 1993)  (ISBN 3-7001-1328-5)
- Volume 3 (Hübl Heinrich – Knoller Richard), 1965 (réimprimé sans changements en 1993)  (ISBN 3-7001-1329-3)
- Volume 4 (Knolz Joseph J. – Lange Wilhelm), 1969 (réimprimé sans changements en 1993)  (ISBN 3-7001-2145-8)
- Volume 5 (Lange v. Burgenkron Emil – [Maier] Simon Martin), 1972 (réimprimé sans changements en 1993)  (ISBN 3-7001-2146-6)
- Volume 6 ([Maier] Stefan – Musger August), 1975  (ISBN 3-7001-1332-3)
- Volume 7 (Musić August–Petra - Petrescu Nicolae), 1978  (ISBN 3-7001-2142-3)
- Volume 8 (Petračić Franjo – Ražun Matej), 1983  (ISBN 3-7001-0615-7)
- Volume 9 (Rázus Martin – Savić Šarko), 1988  (ISBN 3-7001-1483-4)
- Volume 10 (Saviňek Slavko – Schobert Ernst), 1994, (2e édition inchangée en 1999)  (ISBN 3-7001-2186-5)
- Volume 11 (Schoblik Friedrich – [Schwarz] Ludwig Franz), 1999  (ISBN 3-7001-2803-7)
- Volume 12 ([Schwarz] Marie – Spannagel Rudolf), 2005  (ISBN 3-7001-3580-7)
- Volume 13 (Spanner Anton Carl - Stulli Gioachino), 2010  (ISBN 978-3-7001-6963-5)
- Volume 14 (Stulli Luca – Tůma Karel), 2015
- Volume 15 (Tumlirz Karl – Warchalowski August), 2018
  - 63 (Stulli Luca – Szaster Antoni) 2012  (ISBN 978-3-7001-7312-0)
  - 64 (Szaster Antoni – Telfner Josef), 2013  (ISBN 978-3-7001-7482-0)
  - 65 (Télfy Iván – Töply Robert), 2014  (ISBN 978-3-7001-7660-2)
  - 66 (Töply Robert – Tuma Karel), 2015  (ISBN 978-3-7001-7793-7)